# Mentha longifolia
Mentha longifolia là một loài thực vật có hoa trong họ Hoa môi. Loài này được (L.) L. mô tả khoa học đầu tiên năm 1756.

## Hình ảnh

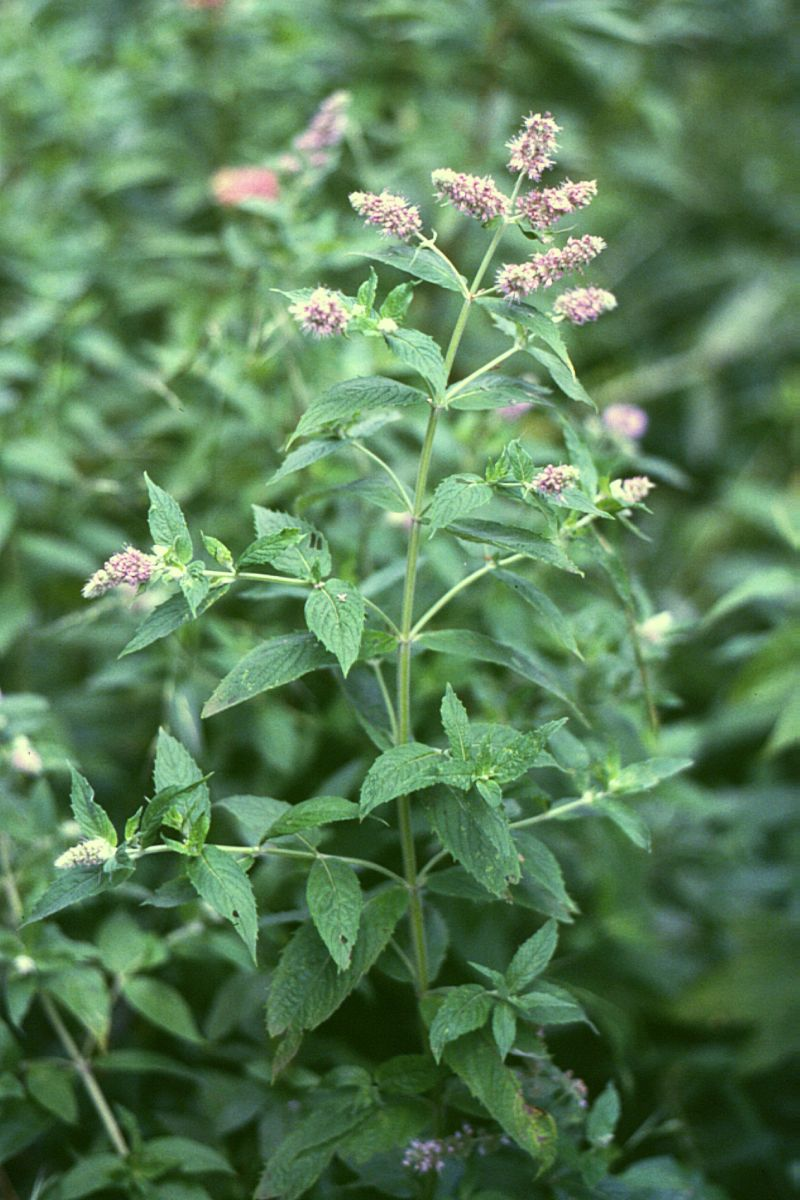
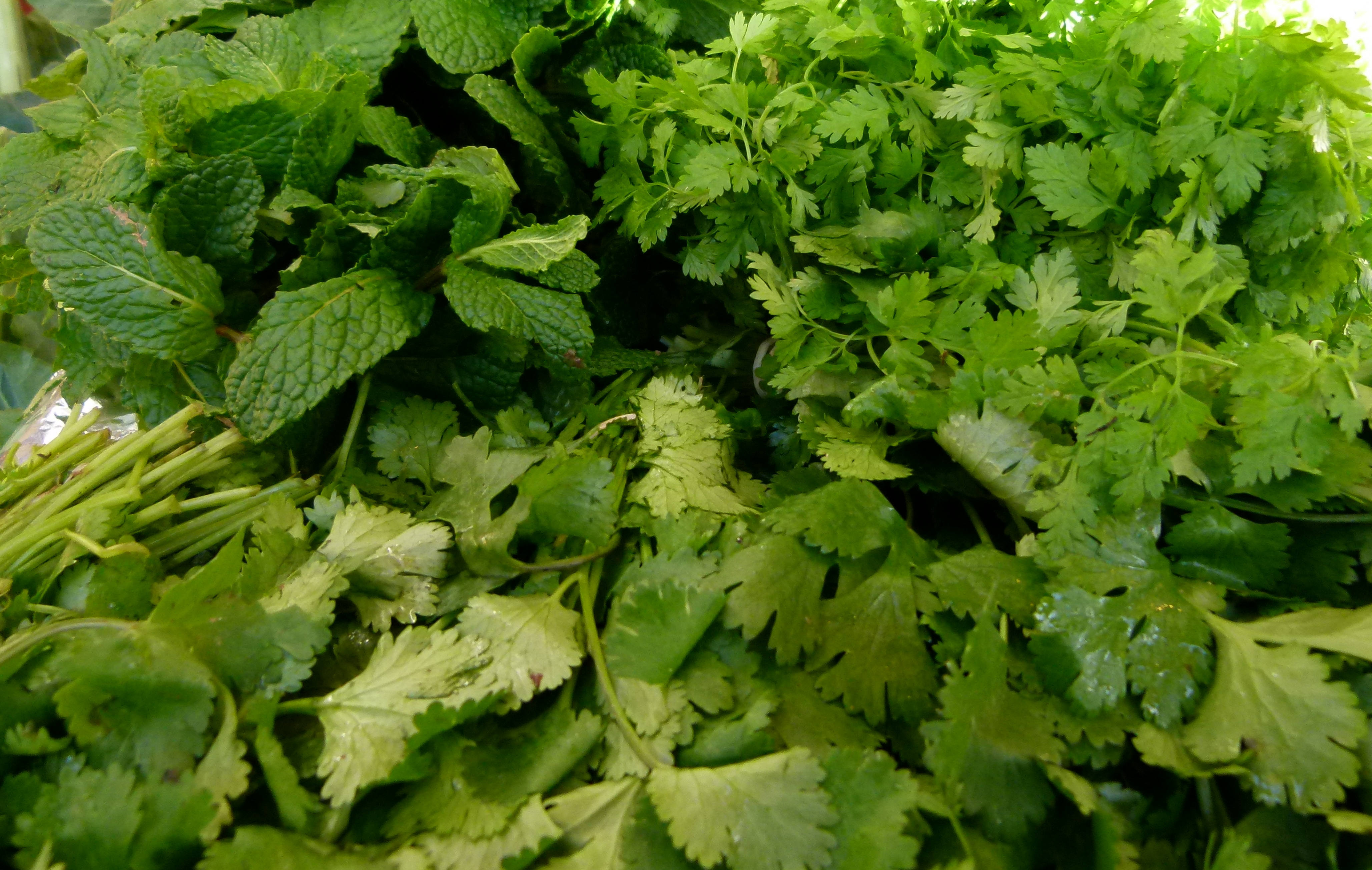
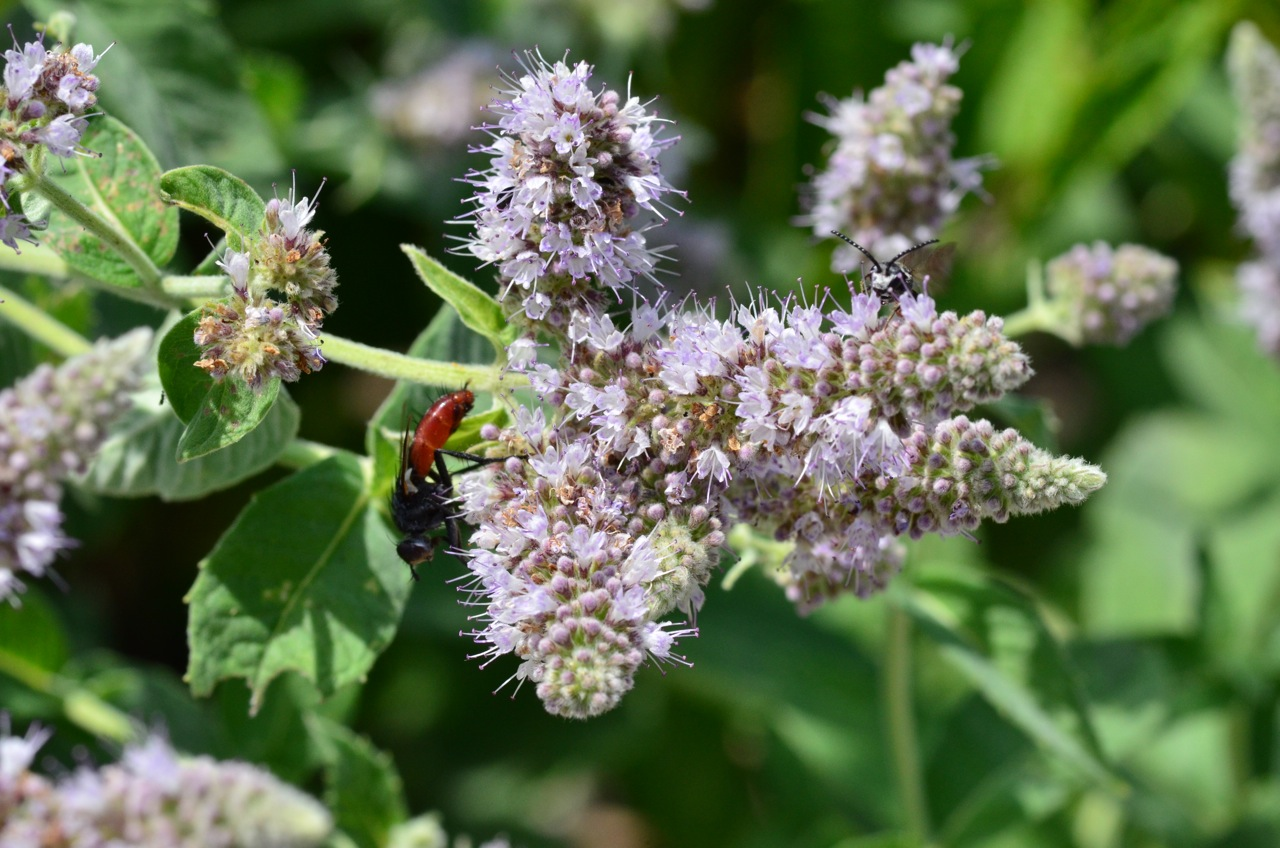
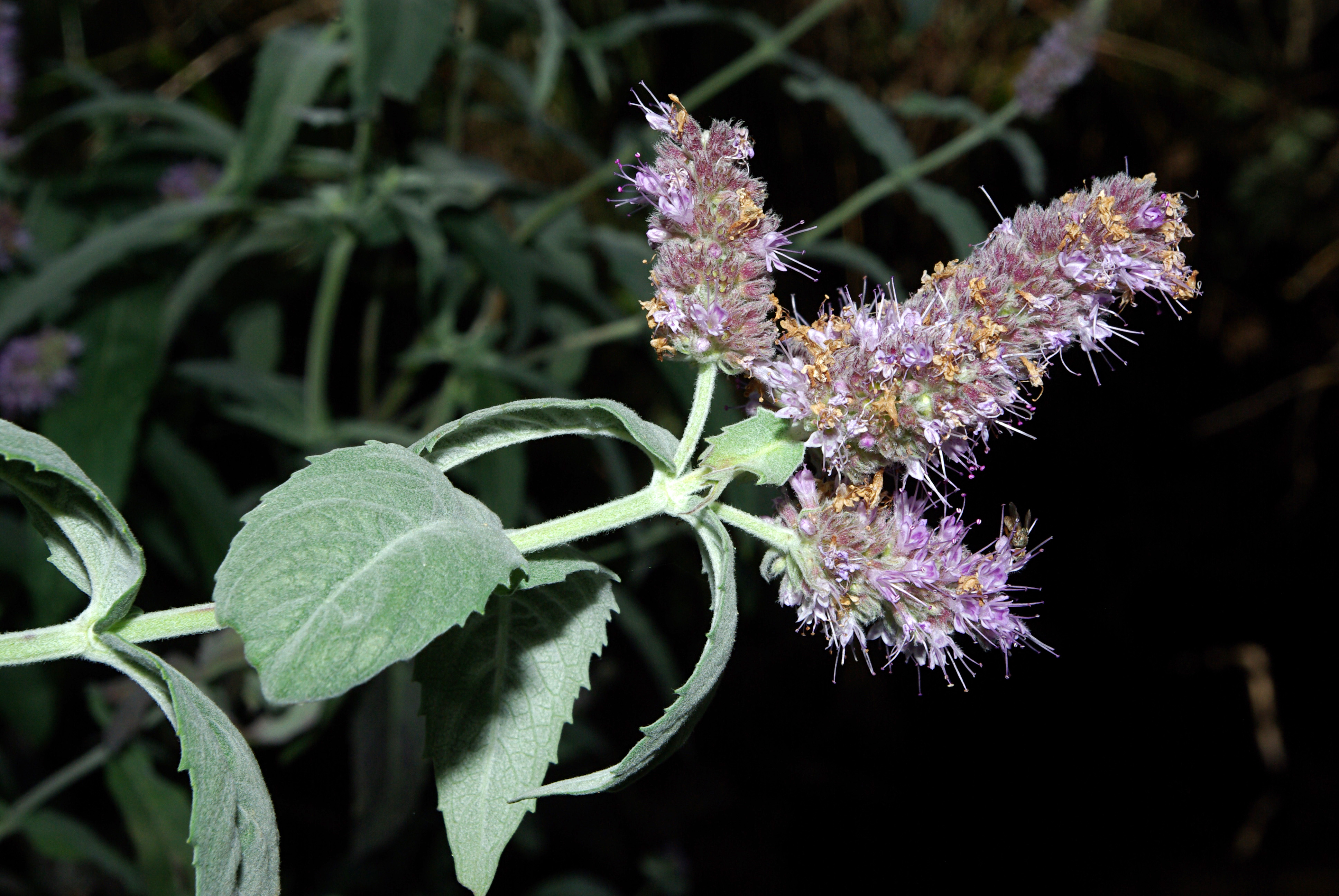